# 温和党 (丹麦)
温和党（丹麥語：Moderaterne），是丹麦的一个自由主义政党，由前首相、现任外交部长拉尔斯·勒克·拉斯穆森创立于2022年6月5日。2021年6月5日，他在演讲宣布该党的名称。同时表示他将在2021年丹麦地方选举后建党。温和党的政治立场被称为中间至中右翼。
拉斯穆森认为，温和派是一个中间主义政党，其雄心是 “在受价值政治折磨的蓝色集团和陷入过去的个人和国家观点的红色集团之间的十字路口创造进步和变革”。正如民意调查显示的那样，温和派在2022年丹麥大選的竞选活动中人气飙升，最终成为第三大政党，拥有16个席位。